# Zhanjiang
Zhanjiang is een stad en prefectuur in het zuidwesten van de provincie Guangdong in China. De stad ligt op het Leizhou-schiereiland aan de Zuid-Chinese Zee. Tijdens de volkstelling van 2020 had de prefectuur  6.981.236 inwoners. De stad zelf telde 1.400.709 inwoners. Qua aantal de 10e stad van de provincie Guangdong.

Het is de begin/eindhalte van de zuidelijkste spoorlijn op het Chinese vasteland. Het ligt beschut aan een baai, die toegang geeft tot de Zuid-Chinese Zee. Van 1898 tot en met 1946 was het gebied bezet door Fransen. Het heette toen Guangzhouwan.

## Taal
De meeste autochtone Zhanjiangers spreken Leizhouhua. Andere Minnanyuvormen in de stad zijn Zhanjiangbaihua, Zhanjiangminyu en Lihua. Een andere autochtone taal is Aihua, een lokale variant van het Hakkanees.